# Université catholique du Mali
L'Université catholique du Mali, unité d'enseignement et de formation officiellement dénommée « Unité universitaire de Bamako » (UUBa), relève de l'université catholique de l'Afrique de l'Ouest (UCAO).
Parmi les filières enseignées, on retrouve les sciences de l'éducation, la communication, les arts et la culture, etc.